# A Arte do Encontro - Vol. 4
A Arte do Encontro - Vol. 4 é um álbum de compilação de canções da cantoras brasileiras Maysa e Maria Creuza, lançado em 1981 pela RGE. A coleção "A Arte do Encontro" teve 5 volumes, e em cada um, trazia canções de dois artistas diferentes. O Lado A (do 1 ao 6) do LP contém canções de Maysa, enquanto oLado B (do 7 ao 12) contém canções de Maria Creuza.

## Faixas
| #  | Canção                   | Composição                      | Fonte original                             |
| -- | ------------------------ | ------------------------------- | ------------------------------------------ |
| 1  | "Pelos Caminhos da Vida" | Tom Jobim / Vinicius de Moraes  | Convite para Ouvir Maysa nº 4 (1959)       |
| 2  | "Caminhos Cruzados"      | Tom Jobim / Newton Mendonça     | Convite para Ouvir Maysa nº 2 (1958)       |
| 3  | "Eu Não Existo sem Você" | Tom Jobim / Vinicius de Moraes  | Convite para Ouvir Maysa nº 3 (1958)       |
| 4  | "Dindi"                  | Tom Jobim / Aloysio de Oliveira | Voltei (1960)                              |
| 5  | "Manhã de Carnaval"      | Luiz Bonfá / Antônio Maria      | Maysa É Maysa... É Maysa... É Maysa (1959) |
| 6  | "Outra Vez"              | Tom Jobim                       | Convite para Ouvir Maysa nº 4 (1959)       |
| 7  | "A Felicidade"           | Tom Jobim / Vinicius de Moraes  | Sedução (1981)                             |
| 8  | "Por Causa de Você"      | Tom Jobim / Dolores Duran       | Yo... Maria Creuza (1971)                  |
| 9  | "Lamento no Morro"       | Tom Jobim / Vinicius de Moraes  | Maria Creuza (1977)                        |
| 10 | "Chega de Saudade"       | Tom Jobim / Vinicius de Moraes  | Yo... Maria Creuza (1971)                  |
| 11 | "Estrada do Sol"         | Tom Jobim / Dolores Duran       | Yo... Maria Creuza (1971)                  |
| 12 | "Carinhoso"              | Pixinguinha / João de Barro     | Maria Creuza (1972)                        |